# Hesperomyia petiolata
Hesperomyia petiolata là một loài ruồi trong họ Tachinidae.